# Nekrolog 1981
Nekrolog
◄◄
| ◄
| 1977
| 1978
| 1979
| 1980
| 1981 | 1982 | 1983 | 1984 | 1985 | ► | ►►
1. Quartal |
2. Quartal |
3. Quartal |
4. Quartal 
Weitere Ereignisse | Allgemeiner Nekrolog 1981
Die Beschreibung der verstorbenen Person sollte so kurz wie möglich gehalten sein und nur deren signifikante Tätigkeit(en) enthalten.
Neue Namen ggf. auch unter dem Geburts- und Sterbedatum, also etwa unter 1. Januar und im Geburts- und Sterbejahr (2024) eintragen (nur bei entsprechender großer Wichtigkeit). Für Beispiele siehe die schon vorhandenen Artikel.
Außerdem über die fünf zuletzt Verstorbenen, zu denen es einen ausreichend guten Artikel für eine Präsentation auf der Hauptseite gibt, nach der todesbedingten Überarbeitung der Artikel ggf. auch unter Wikipedia Diskussion:Hauptseite informieren und sie am besten auch in den anderen Wikipedia-Sprachversionen eintragen. Tipp: Regelmäßig bei news.google.de nach „ist tot“, „gestorben“ oder „verstorben“ suchen.
Wenn eine Person gestorben ist, gibt es viele Seiten zu dieser Person in der Wikipedia, die davon auch betroffen sind und entsprechend aktualisiert werden müssen. Beispiele: Namenübersichtsseite, Geburtsjahr, Geburtsort-Seiten und viele mehr.
Wie finde ich die betroffenen Seiten?
Im Suchfeld auf der linken Seite gibt man den Suchbegriff so ein: „Vorname Nachname“. Dann klickt man auf Volltext und alle Seiten mit entsprechendem Suchtext werden aufgerufen. Hier sieht man dann schnell, wo auch das Todesjahr Sinn macht oder sogar ein Teil des Artikels angepasst werden muss. Auch hilft das „Werkzeug“ auf der linken Seite sehr gut, um solche Seiten aufzufinden: „Links auf diese Seite“. Somit ist die Wikipedia wieder aktuell in allen Bereichen! Hinweis: bei Eintragung der Kategorie „Gestorben JAHR“ wird der Missbrauchsfilter 49 ausgelöst, was jedoch nicht schlimm ist. Siehe: Spezial:Missbrauchsfilter/49
Dies ist eine Liste von im Jahr 1981 verstorbenen bekannten Persönlichkeiten. Die Einträge erfolgen innerhalb der einzelnen Daten alphabetisch sortiert. Tiere sind im Nekrolog für Tiere zu finden.
Die Liste ist nach Quartalen aufgeteilt:
- Nekrolog 1. Quartal 1981: Januar, Februar und März
- Nekrolog 2. Quartal 1981: April, Mai und Juni
- Nekrolog 3. Quartal 1981: Juli, August und September
- Nekrolog 4. Quartal 1981: Oktober, November und Dezember

## Datum unbekannt
| Gabriel Lucio Argüelles                     | mexikanischer Botschafter                                                                                  |  |
| Modesto Bargalló                            | spanisch-mexikanischer Lehrer der Naturwissenschaften, Biologe, Chemiker und Chemiehistoriker              |  |
| Ramón Barreiro                              | spanischer Filmregisseur und Drehbuchautor                                                                 |  |
| Roger Barthe                                | französischer Hispanist, Okzitanist, Romanist und Lexikograf                                               |  |
| Pierre Baugniet                             | belgischer Eiskunstläufer                                                                                  |  |
| Heinz Beck                                  | deutscher Maler                                                                                            |  |
| Lily Becker-Krier                           | luxemburgische Frauenrechtlerin und Gewerkschafterin                                                       |  |
| André Vincent Becquerel                     | französischer Bildhauer des Art déco                                                                       |  |
| Theodor Benn                                | deutscher Offizier und paramilitärischer Aktivist                                                          |  |
| Rolf Best                                   | deutscher Jurist                                                                                           |  |
| Dieter Bihlmaier                            | deutscher Jazzflötist                                                                                      |  |
| Gertrud Blank                               | deutsche Sozialarbeiterin                                                                                  |  |
| Emil Böhmer                                 | deutscher Reichsgerichtsrat und Senatspräsident am Oberlandesgericht Stuttgart                             |  |
| Luigi Bosatra                               | italienischer Leichtathlet                                                                                 |  |
| John Dykes Bower                            | englischer Organist                                                                                        |  |
| Tomaso Buzzi                                | italienischer Architekt und Designer                                                                       |  |
| David Carbonari                             | italienischer Filmregisseur                                                                                |  |
| Achilles Eduard Carneghem van Weghen        | belgisch-deutscher Ingenieur, Kaufmann, Unternehmer und Erfinder                                           |  |
| Bahidsch al-Chatib                          | syrischer Präsident                                                                                        |  |
| Chen Zhaokui                                | chinesischer Kampfkünstler der Kampfkunst Taijiquan (Taichichuan)                                          |  |
| Lee Diamond                                 | amerikanischer R&B-Saxophonist                                                                             |  |
| Wolf Dietrich                               | deutscher Journalist                                                                                       |  |
| Aryeh Feigenbaum                            | israelischer Ophthalmologe und Sachbuchautor                                                               |  |
| Hans Fichtner                               | deutscher Politiker (NSDAP)                                                                                |  |
| Inger K. Frith                              | dänische Bogenschützin und Sportfunktionärin                                                               |  |
| Erna Fuehrer                                | deutsche Ärztin in Königsberg/Kaliningrad                                                                  |  |
| Kurt Gassen                                 | deutscher Bibliothekar und Autor                                                                           |  |
| Charles H. Gibbs-Smith                      | britischer Erfinder und ein Pionier der Luftfahrt                                                          |  |
| Bob Graf                                    | US-amerikanischer Jazz-Tenorsaxophonist                                                                    |  |
| Felix Grayeff                               | deutsch-neuseeländischer Altphilologe und Philosoph                                                        |  |
| Ignatius Gronkowski                         | US-amerikanischer Radsportler                                                                              |  |
| John W. Gruner                              | US-amerikanischer Mineraloge                                                                               |  |
| Gunnar Benediktsson                         | isländischer Politiker und Schriftsteller                                                                  |  |
| Lew Israilewitsch Gutenmacher               | sowjetischer Mathematiker, Informatiker, Pionier der Computertechnik und Hochschullehrer                   |  |
| Heinrich Haug                               | deutscher Journalist                                                                                       |  |
| Günter Hauser                               | deutscher Bergsteiger und Unternehmer                                                                      |  |
| Georg Heilmann                              | deutscher Verwaltungsjurist                                                                                |  |
| Hans Hermenau                               | deutscher Theologe                                                                                         |  |
| Jules-René Hervé                            | französischer Maler des Impressionismus                                                                    |  |
| Hoàng Vĩnh Lộc                              | südvietnamesischer Regisseur, Filmproduzent und Schauspieler                                               |  |
| Arthur Höltermann                           | deutscher Politiker (SPD) und Staatssekretär (Bayern)                                                      |  |
| Leonard P. Howell                           | jamaikanischer Bürgerrechtler                                                                              |  |
| Bernard Hulin                               | französischer Jazzmusiker                                                                                  |  |
| Pawel Iwanowitsch Jerschow                  | sowjetischer Botschafter                                                                                   |  |
| Leonhard Joa                                | deutscher Automobilrennfahrer                                                                              |  |
| Edgar James Joint                           | britischer Botschafter                                                                                     |  |
| Jón Helgason                                | isländischer Schriftsteller                                                                                |  |
| Oisín Kelly                                 | irischer Bildhauer                                                                                         |  |
| Kauko Kiisseli                              | finnischer Ringer                                                                                          |  |
| Sherwood King                               | US-amerikanischer Schriftsteller                                                                           |  |
| Désiré Koranyi                              | französischer Fußballspieler und -trainer                                                                  |  |
| Nora Kräutle                                | erste promovierte Chemikerin an einer Technischen Hochschule in Deutschland                                |  |
| Peter Krieger                               | saarländisch-deutscher Fußballspieler                                                                      |  |
| Wolfgang Kröber                             | deutscher Elektroingenieur, Motorradfahrer und Elektroniker                                                |  |
| Walter Kuschel                              | deutscher Architekt                                                                                        |  |
| Ricardo Gastón del Carmen Labougle Carranza | argentinischer Diplomat                                                                                    |  |
| Wilhelm Laukhuff                            | deutscher Orgelbauer und Kommunalpolitiker                                                                 |  |
| José Clemente Laya                          | venezolanischer Bratschist, Komponist und Musikpädagoge                                                    |  |
| Philip Leaver                               | britischer Schauspieler in Theater und Film                                                                |  |
| Margarita Lecuona                           | kubanische Sängerin und Komponistin                                                                        |  |
| Bernhard von Limburger                      | deutscher Golfarchitekt                                                                                    |  |
| David Littmann                              | US-amerikanischer Kardiologe                                                                               |  |
| Lobsang Yeshe Tendzin Gyatsho               | tibetanischer Gelug-Lama des Buddhismus                                                                    |  |
| Alec Lovelace                               | britischer Kommunalpolitiker, Administrator von Antigua und Barbuda und letzter Administrator von Dominica |  |
| Vilém Lugr                                  | tschechischer Fußballspieler- und Trainer                                                                  |  |
| Donald Lybbert                              | US-amerikanischer Komponist und Musikpädagoge                                                              |  |
| Klaus Lynge                                 | grönländischer Landesrat, Kaufmann, Richter und Journalist                                                 |  |
| Narritjin Maymuru                           | australischer Künstler                                                                                     |  |
| Hugh McCann                                 | irischer Diplomat und Staatssekretär                                                                       |  |
| Hugh Ian McGarvie-Munn                      | guatemaltekischer Botschafter                                                                              |  |
| Cuno Meyer                                  | deutscher Politiker (NSDAP), MdL, MdR                                                                      |  |
| Michael Mosoeu Moerane                      | südafrikanischer Komponist und Chorleiter                                                                  |  |
| Elfego Hernán Monzón Aguirre                | guatemaltekischer Präsident                                                                                |  |
| Pablo Moratorio                             | uruguayischer Politiker                                                                                    |  |
| Marcia Moretto                              | argentinische Tänzerin und Choreografin                                                                    |  |
| Viktor Muckel                               | deutscher Jurist, NSDAP-Gauamtsleiter und Verlagsdirektor                                                  |  |
| Georg Mühlen-Schulte                        | deutscher Schriftsteller, Humorist und Drehbuchautor                                                       |  |
| Eugen Mündler                               | deutscher Journalist                                                                                       |  |
| Horst Neubauer                              | deutscher Richter                                                                                          |  |
| Dimitrios Nikolareizis                      | griechischer Diplomat                                                                                      |  |
| Erika Nymgau-Odemar                         | deutsche Schauspielerin und Synchronsprecherin                                                             |  |
| Alf Palmer                                  | letzter Muttersprachler des Warrungu, einer Sprache australischer Aborigines                               |  |
| Aubin Pasque                                | belgischer Maler, Zeichner und Grafiker                                                                    |  |
| Christa Peters                              | deutsche Fotografin                                                                                        |  |
| Alexander Pinthus                           | deutscher Architekt und Hochschullehrer für Städtebau in Haifa                                             |  |
| Esther Raab                                 | israelische Dichterin                                                                                      |  |
| Abraham Regelson                            | hebräischer Dichter, Schriftsteller, Übersetzer und Redakteur                                              |  |
| Franz Rehwald                               | sudetendeutscher Parteifunktionär (DSAP) und Journalist                                                    |  |
| Lothar Rettelsky                            | deutscher Landwirt, SS-Führer und Politiker (NSDAP), MdR                                                   |  |
| Joachim von Richthofen II.                  | deutscher Flugbaumeister                                                                                   |  |
| Albert Rigaux                               | belgischer Maler des Impressionismus                                                                       |  |
| Roger Rigollet                              | französischer Astronom                                                                                     |  |
| Antonio Ríos Zertuche                       | mexikanischer Botschafter                                                                                  |  |
| Hans Rompel                                 | deutscher Bildhauer und Grafiker                                                                           |  |
| Grete Rönnfeldt                             | deutsche Gerechte unter den Völkern                                                                        |  |
| Abdol-Hossein Sardari                       | iranischer Diplomat                                                                                        |  |
| Otto Schalk                                 | deutscher Widerstandskämpfer                                                                               |  |
| Rosalind von Schirach                       | deutsche Opernsängerin (Sopran)                                                                            |  |
| Karin Schlemmer                             | deutsche Schauspielerin und Hörspielsprecherin                                                             |  |
| Madeleine Schlumberger                      | französische Malerin                                                                                       |  |
| Christian Schmitz-Steinberg                 | deutscher Jazzmusiker, Arrangeur und Komponist                                                             |  |
| Kurt Schnauffer                             | deutscher Maschinenbauer                                                                                   |  |
| Theo Scholten                               | deutscher Architekt                                                                                        |  |
| Amritlal B. Shah                            | indischer Bürgerrechtler                                                                                   |  |
| Hoyt L. Sherman                             | US-amerikanischer Künstler und Hochschullehrer                                                             |  |
| Jimmie Simpson                              | britischer Motorradrennfahrer                                                                              |  |
| Viktor Skutezky                             | österreichisch-mährischer Filmproduzent und Autor                                                          |  |
| Ernst Stadler                               | Schweizer Unternehmer und Ingenieur                                                                        |  |
| Gottlieb Stengel                            | deutscher Diplomlandwirt und Landwirtschaftslehrer                                                         |  |
| Robert G. Storey                            | US-amerikanischer Jurist                                                                                   |  |
| Moses Strauss                               | deutscher Arzt, Autor und Gemeindevorsteher der orthodoxen jüdischen Gemeinde in Heilbronn                 |  |
| Bernhard Stredele                           | deutscher Kriegsverbrecher, Kreisleiter der NSDAP in Berchtesgaden                                         |  |
| Rudolf Strempel                             | deutscher Dermatologe, Venerologe und Hochschullehrer                                                      |  |
| Teófilo Tabanera                            | argentinischer Luft- und Raumfahrtfunktionär                                                               |  |
| Ettore Tavernari                            | italienischer Sprinter und Mittelstreckenläufer                                                            |  |
| Terremoto de Jerez                          | spanischer Flamenco-Sänger                                                                                 |  |
| Carl Ludwig Paul Trüb                       | deutscher Mediziner                                                                                        |  |
| Ossip Jewsejewitsch Tschorny                | russisch-sowjetischer Schriftsteller, Musikwissenschaftler und Dirigent                                    |  |
| Anton De Visscher                           | deutscher Kommunalpolitiker                                                                                |  |
| Fredric Warburg                             | britischer Verleger                                                                                        |  |
| Karel Weirich                               | tschechischer Journalist und Korrespondent                                                                 |  |
| Ernst Paul Weise                            | deutscher Werbegraphiker                                                                                   |  |
| Hilde Westrick                              | österreichische Medizinerin                                                                                |  |
| Maximilian Wiedling                         | deutscher Manager                                                                                          |  |
| Hans Adolf Winter                           | deutscher Violinist, Rundfunkdirigent, Komponist und Musikpädagoge                                         |  |
| Emmy Woitsch                                | österreichische Malerin                                                                                    |  |
| Ludwig Wolf                                 | deutscher Widerstandskämpfer (KPD) und Redakteur (SED)                                                     |  |
| Ricardo Wolf                                | deutsch-kubanischer Erfinder, Diplomat und Philanthrop                                                     |  |
| Marie Elisabeth Wrede                       | österreichische Kunstmalerin                                                                               |  |
| Karl Wülfrath                               | deutscher Historiker                                                                                       |  |
| Xi Dejin                                    | chinesischer Maler                                                                                         |  |
| Wera Iwanowna Zinzius                       | russische Ethnographin und Linguistin                                                                      |  |